# Bolma rugosa
Bolma rugosa é uma espécie de molusco pertencente à família Turbinidae.
A autoridade científica da espécie é Linnaeus, tendo sido descrita no ano de 1767.
Trata-se de uma espécie presente no território português, incluindo a zona económica exclusiva.